# Uloborus pteropus
Uloborus pteropus là một loài nhện trong họ Uloboridae.
Loài này thuộc chi Uloborus. Uloborus pteropus được Tord Tamerlan Teodor Thorell miêu tả năm 1887.